# A medio vivir (canção)
"A Medio Vivir" é uma canção do cantor porto-riquenho Ricky Martin, lançada como terceiro single de seu terceiro álbum de estúdio, A Medio Vivir (1995). A canção teve lançamento oficial como single em 8 de janeiro de 1996, no formato de CD Single.

## Formatos e lista de faixas
US/Latin American promotional CD single
1. "A Medio Vivir" – 4:41

## Charts
| Chart (1996)                          | Melhor posição |
| ------------------------------------- | -------------- |
| U.S. Billboard Hot Latin Tracks       | 36             |
| U.S. Billboard Latin Pop Airplay      | 8              |
| U.S. Billboard Latin Tropical Airplay | 19             |